# Microgymnomma paulensis
Microgymnomma paulensis là một loài ruồi trong họ Tachinidae.